# Vicky López
Victoria López Serrano Felix (Madrid, 26 de julio de 2006), conocida como Vicky López, es una futbolista profesional española y nigeriana que juega como centrocampista ofensiva y extremo en el club F.C. Barcelona de la Primera División y en la selección nacional de España. 
López comenzó su carrera en el club en las categorías inferiores del Madrid CFF en 2015, donde destacó siendo considerada como una de las mejores promesas jóvenes de España. Debutó en la Primera División a los 15 años, convirtiéndose en la jugadora más joven de la máxima categoría femenina de España. Posteriormente pasó al FC Barcelona en 2022, donde ha batido múltiples récords del club debido a su edad, siendo la jugadora más joven: debutar con la selección femenina del FC Barcelona, jugar la Liga de Campeones con el FC Barcelona, y debutar y marcar en El Clásico. Con el Barcelona, ha ganado un título de liga, dos títulos de Supercopa de España y un título de la Liga de Campeones Femenina de la UEFA, así como un título de liga de la segunda división española con el filial del Barcelona.
Como parte de las selecciones juveniles de España desde 2021, López ha tenido éxito con la selección española sub-17, terminando subcampeón de la Eurocopa Sub-17 tanto en 2022 como en 2023, y ganando la Copa Mundial Femenina de Fútbol Sub-17 de 2022. En esta competición recibió el trofeo del Balón de Oro como mejor jugadora del torneo. Hizo su debut absoluto en 2024, convirtiéndose en la jugadora más joven en jugar en la selección española de fútbol femenino. En su segunda aparición con España, ganaron la final de la Liga de Naciones Femenina de la UEFA 2023-24.

## Primeros años de vida
Victoria López Serrano Felix nació el 26 de julio de 2006 en el barrio de Méndez Álvaro de Madrid, hija de Jesús López Serrano Pérez y Joy Felix. Su padre es español y su madre era nigeriana. Su madre era propietaria de un negocio en la primera infancia de López, pero se vio obligada a cerrar el negocio familiar a raíz de la crisis financiera de 2008. López tiene un hermano mayor con quien jugaba fútbol a menudo desde los 4 años y, a medida que crecía, se unió a equipos organizados de niñas y jugó contra niñas que eran cuatro años mayores que ella. Su primera experiencia en un club fue jugando como defensa en el equipo de fútbol 7 femenino, el CD Sport Villa, de Vallecas. Casi al mismo tiempo que empezó a jugar en equipos de fútbol femenino, se le acercó Alba Mellado, que capitaneaba al Madrid CFF y entrenaba algunas de sus secciones juveniles femeninas. Mellado intentó convencer a López para que se uniera a las categorías inferiores del Madrid CFF, pero ella y sus padres querían mantenerla en el mismo equipo que sus amigos.
Jugó en Sport Villa durante media temporada antes de que su padre la sacara del club, ya que no le iba bien en la escuela y se peleaba con su hermano; no se le permitió jugar al fútbol durante medio año, tiempo durante el cual se dedicó a montar a caballo. Tras esto, López acudió a una concentración de verano del Rayo Vallecano donde fue entrenada por la futbolista Paloma Lázaro, quien quería que se incorporara a las categorías inferiores del Rayo. Finalmente se fue al Madrid CFF.
La madre de López falleció debido a un tumor cerebral en 2018, cuando López tenía 11 años. Como su madre pasaba largas temporadas en el hospital cerca del final de su vida, el presidente del Madrid CFF y los jugadores del club ayudaron a López a ir y volver de los entrenamientos, ya que su padre no podía hacerlo. Como celebración frecuente de un gol, suele mirar hacia arriba y señalar al cielo después de marcar en memoria de su madre.

## Carrera de clubes

### Madrid CFF

#### Juveniles, 2015-21

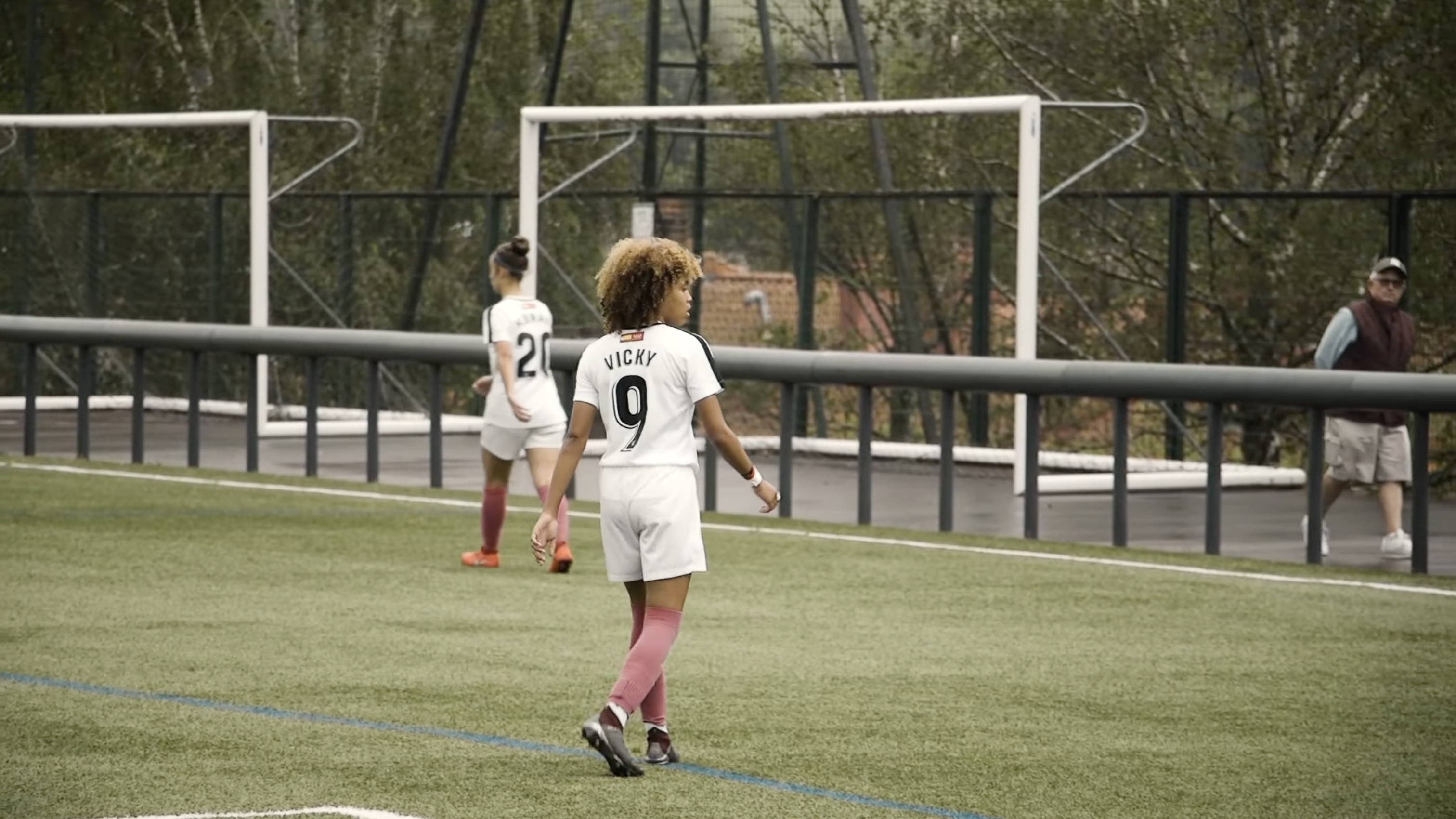
López con el Madrid CFF en 2019.

Tras una concentración de verano, López tenía previsto incorporarse a la sección juvenil del Rayo Vallecano, pero cambió de opinión tras reencontrarse con Mellado del Madrid CFF, durante unas vacaciones de verano en Benidorm. Mellado estaba acompañada por el presidente del Madrid CFF, Alfredo Ulloa, y la portera, Paola Ulloa, y vestía una camiseta del Rayo, que llamó la atención de López. Aunque los padres de López nuevamente negaron que se uniera al club, a Mellado se le permitió pasar los siguientes días con la familia, uniéndose a López y realizando ejercicios de entrenamiento en la playa. Los padres de López finalmente aceptaron dejarla someterse a pruebas en el club, las cuales pasó y se unió al club a los 9 años. Entró a competir en la categoría sub-10 (benjamín).
En 2019, López compitió en la primera La Liga Promesas Femenina, un torneo que se juega entre las secciones sub-12 de la mayoría de los equipos de la primera división española. Marcó siete goles (incluido un triplete en la final) y fue nombrada MVP del torneo. Marcó 60 goles en 17 partidos durante la temporada de la liga juvenil 2020-21.

#### Mayores, 2021-22
López tuvo que cumplir la edad mínima de 15 años para poder debutar con la absoluta del Madrid CFF. El 5 de septiembre de 2021 se convirtió en la jugadora más joven en debutar en la primera división de España con tan solo 15 años cuando entró en el partido en sustitución de Geyse en el minuto 73 ante el Athletic de Bilbao.

### Barcelona

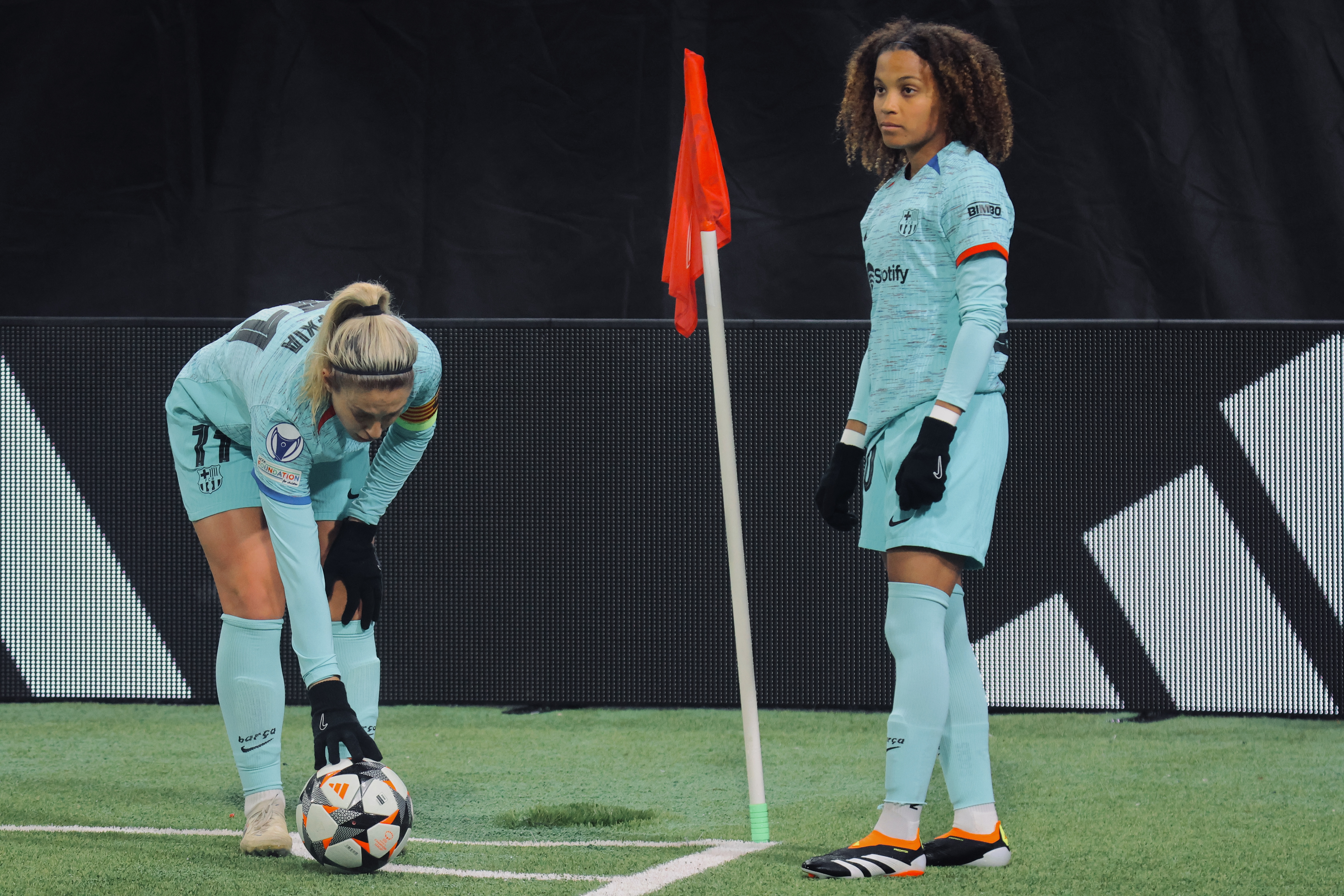
López (derecha) preparándose para lanzar un saque de esquina con Alexia Putellas (izquierda) en un partido de la Liga de Campeones Femenina de la UEFA contra Brann.

El 26 de julio de 2022, López se incorporó al FC Barcelona con un contrato de cinco años. Se inició en el club principalmente como jugadora del equipo B que iría entrando puntualmente en la dinámica del primer equipo. Su primera aparición con la selección absoluta de Barcelona se produjo el 17 de septiembre de 2022, cuando fue titular en la victoria en casa por 2-0 contra la UD Tenerife. Se convirtió en la debutante más joven del primer equipo del Barcelona en la era profesional con 16 años y 49 días. En noviembre, se convirtió en la jugadora más joven, masculina o femenina, en participar en un partido de El Clásico cuando el Barcelona ganó 4-0 al Real Madrid. Posteriormente se convirtió en la jugadora más joven en competir en la Liga de Campeones con el FC Barcelona, debutando el 21 de diciembre con 16 años y 148 días, superando el récord de Ansu Fati de 16 años y 321 días. Un mes después, el 25 de enero de 2023, hizo historia al convertirse en la goleadora más joven en la historia de la selección absoluta del Barcelona cuando anotó en la victoria por 7-0 sobre el Levante Las Planas en la liga.
López siguió compitiendo con el Barcelona B al mismo tiempo que empezó a jugar con mayor regularidad con la selección absoluta. Marcó su primer gol con el Barcelona B el 5 de marzo de 2023, el primer gol en la victoria por 3-0 contra el Athletic Club B. López ganó su primer título absoluto con el Barcelona el 1 de mayo de 2023, cuando el club ganó la liga española 2022-23 con una victoria por 3-0 sobre el Sporting Club de Huelva. El mismo día, ganó su primer título con el Barcelona B, que se coronó campeón de la Primera Federación Femenina 2022-23, la liga de fútbol femenino de segunda división de España.
En la temporada 2023-24, López batió otro de los récords de Ansu Fati al convertirse en la jugadora más joven en marcar un gol en El Clásico, lo que logró con 17 años y 116 días.
En octubre de 2023, fue incluida en la lista de 10 mujeres finalistas del premio European Golden Girl de Tuttosport junto a tres de sus compañeras del Barcelona.

## Carrera internacional

### Juvenil
López compitió en múltiples torneos juveniles con la selección nacional sub-17 de España, incluida la Eurocopa sub-17 de 2022 y 2023 y el Mundial Sub-17 de 2022, este último de los cuales ganó.
Terminó subcampeona del Campeonato Europeo Femenino Sub-17 de la UEFA 2022, donde llegó a la final con España, donde el equipo perdió 2-3 en los penaltis ante Alemania. En la final del 15 de mayo de 2022, López asistió al primer gol de España en la final con un tiro libre que cabeceó Marina Artero para igualar el partido. Después de que ambos equipos anotaron un segundo gol cada uno, el partido terminó con empate en el tiempo reglamentario y avanzó a los penales. López lanzó y falló el quinto y decisivo penalti de la tanda de penaltis de España, que resultó en la victoria de los alemanes. Terminó su torneo habiendo marcado un gol, en la victoria por 4-0 sobre Noruega en la fase de grupos.
El segundo puesto de España la clasificó para la Copa Mundial Femenina de Fútbol Sub-17 de 2022 en India, donde se perfilaba como una de las favoritas para ganar. López compitió en cada uno de los partidos de la fase de grupos de España, y ayudó al único gol de España en su último partido de la fase de grupos, una victoria por 1-0 sobre China. La Roja terminó segunda en su grupo detrás de Colombia y avanzó a cuartos de final contra Japón. En los cuartos de final, López anotó los dos últimos goles de España en la victoria por 2-1, que llevó a España a las semifinales, donde se enfrentó a su oponente en la final de la Eurocopa Sub-17 de 2022, Alemania. Tras derrotar a Alemania, España venció en la final a Colombia. Al finalizar el torneo, López recibió el Balón de Oro como mejor jugadora del Mundial.
En el último año antes de comenzar a ser convocada para la selección absoluta de España, compitió con España en el Campeonato Europeo Femenino Sub-17 de la UEFA 2023. López tuvo un torneo mucho más prolífico en comparación con su anterior campaña en la Eurocopa Sub-17, anotando en la fase de grupos, la semifinal y la final. Marcó ambos goles en la victoria de España por 2-0 contra Alemania en su primer partido de la fase de grupos, el primero de los cuales fue el gol más rápido marcado en la historia de la Eurocopa femenina sub-17. España terminó primera en su grupo y alcanzó la semifinal contra Inglaterra, donde anotó el primer gol de España en la victoria por 3-1, lo que les ayudó a avanzar a su segunda final consecutiva de la Eurocopa Sub-17. Se enfrentaron a Francia en la final, y Les Bleues tenía una ventaja de 3-0 sobre España en el minuto 78, y López concedió el penalti que condujo al tercer gol de Francia. Luego inmediatamente marcó dos goles en dos minutos, pero España no pudo remontar su déficit de 0-3 y terminó el partido con una derrota de 2-3. En total, marcó 5 goles y fue la máxima goleadora del torneo junto a las jugadoras francesas Liana Joseph y Maeline Mendy. Obtuvo el premio a la Jugadora del Torneo por sus actuaciones.

### Sénior
Como López nació de padre español y madre nigeriana, es elegible para representar tanto a España como a Nigeria a nivel internacional. Según su padre, fue perseguida por la Real Federación Española de Fútbol desde pequeña, mientras que nunca fue contactada por la Federación de Fútbol de Nigeria. La propia López mencionó su cariño por la selección de Nigeria y sugirió que podría jugar con ellos en honor a su madre. López hizo su debut absoluto con España en la final de la Liga de Naciones Femenina de la UEFA 2023-24, con 17 años.
Recibió su convocatoria a la plantilla en febrero de 2024, mientras estudiaba para un examen de Historia. Ganó su primer partido internacional en la semifinal, sustituyendo a Jenni Hermoso en la victoria por 3-0 sobre Países Bajos, convirtiéndose en la jugadora más joven de la selección española femenina con 17 años, 6 meses y 27 días. La victoria de España les clasificó para los Juegos Olímpicos de 2024, la primera clasificación olímpica de su historia. Más tarde, España ganó la final contra Francia, donde López volvió a sustituir a Hermoso al final del partido. La victoria de España en la Liga de Naciones fue el primer título absoluto de López con la selección española.

## Vida privada
A partir de 2023, López se encuentra finalizando su Bachillerato científico.

## Estadísticas

### Clubes
Actualizado al último partido disputado el 7 de junio de 2025.
| Club                     | Temporada     | Div           | Liga  | Liga  | Liga   | Copa  | Copa  | Copa   | Internacional | Internacional | Internacional | Otros | Otros | Otros  | Total | Total | Total  | Media goleadora |
| Club                     | Temporada     | Div           | Part. | Goles | Asist. | Part. | Goles | Asist. | Part.         | Goles         | Asist.        | Part. | Goles | Asist. | Part. | Goles | Asist. | Media goleadora |
| ------------------------ | ------------- | ------------- | ----- | ----- | ------ | ----- | ----- | ------ | ------------- | ------------- | ------------- | ----- | ----- | ------ | ----- | ----- | ------ | --------------- |
| Madrid C. F. F. · España | 2021-22       | 1.ª           | 8     | 0     | 1      | 0     | 0     | 0      | -             | -             | -             | -     | -     | -      | 8     | 0     | 1      | 0               |
| Madrid C. F. F. · España | Total club    | Total club    | 8     | 0     | 1      | 0     | 0     | 0      | 0             | 0             | 0             | 0     | 0     | 0      | 8     | 0     | 1      | 0               |
| F. C. Barcelona · España | 2022-23       | 1.ª           | 10    | 2     | 0      | 1     | 0     | 1      | 1             | 0             | 0             | 1     | 0     | 0      | 13    | 2     | 1      | 0.15            |
| F. C. Barcelona · España | 2023-24       | 1.ª           | 23    | 9     | 4      | 4     | 0     | 2      | 8             | 0             | 0             | 2     | 0     | 0      | 37    | 9     | 6      | 0.24            |
| F. C. Barcelona · España | 2024-25       | 1.ª           | 25    | 10    | 1      | 3     | -     | -      | 8             | 1             | 2             | 2     | -     | -      | 38    | 11    | 3      | 0.29            |
| F. C. Barcelona · España | Total club    | Total club    | 58    | 21    | 5      | 8     | 0     | 3      | 16            | 1             | 2             | 5     | 0     | 0      | 88    | 22    | 10     | 0.25            |
| Total carrera            | Total carrera | Total carrera | 66    | 21    | 6      | 8     | 0     | 3      | 17            | 1             | 2             | 5     | 0     | 0      | 96    | 22    | 11     | 0.23            |
| 1. 2. 3.                 |               |               |       |       |        |       |       |        |               |               |               |       |       |        |       |       |        |                 |

## Palmarés

### Títulos nacionales
| Título             | Club            | País   | Año  |
| ------------------ | --------------- | ------ | ---- |
| Supercopa          | F. C. Barcelona | España | 2023 |
| Campeonato de Liga | F. C. Barcelona | España | 2023 |
| Supercopa          | F. C. Barcelona | España | 2024 |
| Campeonato de Liga | F. C. Barcelona | España | 2024 |
| Copa               | F. C. Barcelona | España | 2024 |
| Supercopa          | F. C. Barcelona | España | 2025 |
| Campeonato de Liga | F. C. Barcelona | España | 2025 |
| Copa               | F. C. Barcelona | España | 2025 |

### Títulos internacionales
| Título            | Equipo          | Sede      | Año  |
| ----------------- | --------------- | --------- | ---- |
| Mundial Sub-17    | España sub-17   | India     | 2022 |
| Liga de Campeones | F. C. Barcelona | Eindhoven | 2023 |
| Liga de Naciones  | España          | España    | 2024 |
| Liga de Campeones | F. C. Barcelona | Bilbao    | 2024 |

### Distinciones individuales
| Distinción                                                            | Año  | Ref    |
| --------------------------------------------------------------------- | ---- | ------ |
| Balón de Oro de la Copa Mundial Sub-17                                | 2022 | [ 44 ] |
| Jugadora del Torneo del Campeonato Europeo Femenino Sub-17 de la UEFA | 2023 | [ 45 ] |
| Mejor Jugadora Juvenil del Mundo de la IFFHS                          | 2024 | [ 46 ] |
| Premio Golden Girl                                                    | 2024 | [ 47 ] |

(*) Incluyendo la Selección